# علم الجريمة الاجتماعي الحيوي
يُعد علم الجريمة الاجتماعي الحيوي علم يدمج عدة حقول ويسعى لتفسير الجرائم والسلوكيات المعادية للمجتمع من خلال النظر في العوامل الحيوية والبيئية، وبينما تهيمن نظريات علم الاجتماع على علم الجريمة الحديث، يقر علم الجريمة الاجتماعي الحيوي بمساهمات حقول مختلفة مثل علم الوراثة وعلم النفس العصبي وعلم النفس التطوري.

## مناهج

### البيئة
لدى البيئة تأثير كبير على عملية التعبير الجيني، فالبيئات السيئة تعزز من تعبير الجين المعادي للمجتمع وتكبح من نشاط الجين الاجتماعي وتمنع إدراك القدرة الوراثية.
يجب على الجينات والبيئة أن يعملاً سوياً لظهور سلوك واضح معادي للمجتمع، حيث لا يستطيع أحد هذين العاملين من التأثير لوحده منفصلاً عن الآخر، لهذا لم يُظهر الأطفال المحتمل تعرضهم لجينات معادية للمجتمع والذين وُضعوا في بيئة عائلية إيجابية أي سلوكيات معادية للمجتمع، وكذلك لم يُظهر الأطفال الغير محتمل تعرضهم لجينات معادية للمجتمع والذين وُضعوا في بيئة سلبية أي معادات للمجتمع.

### الجينات
أحد طرق دراسة أثر علم الوراثة في الجريمة هي عبر حساب معامل التوريث، والذي يصف نسبة التباين المطلوبة لتحقق الآثار الوراثية لصفة معينة في بيئة معينة ووقت معين لمجموعة من السكان، وتقدر نسبة المعامل الوراثي للسلوك المعادي للمجتمع ما بين 0.40 و0.58.
ولقد اُنتُقدت المنهجية المُستعملة في علم الجريمة الاجتماعي الحيوي (كالتي في دراسات التوائم) لتقديم نسب توريث مبالغ فيها، رغم أن علماء الجريمة الاجتماعي الحيوي يُصرون أن هذه الانتقادات غير صحيحة، ولكن الباحثان في العدالة الجنائية براين بوتويل وجي سي بارنز  يجادلان بأن العديد من الدراسات الاجتماعية الغير موجهة للجينات الوراثية المُعرضة للأمراض تحتوي على نتائج مضللة أو غير موثوقة.

### الفسيولوجيا العصبية
هناك منهج آخر وهو النظر في العلاقة بين الفيسولوجيا العصبية والعمل الإجرامي، أحد الأمثلة هو أن المستويات الموزونة من الناقلات العصبية مثل السيروتونين والدوبامين قد اُرتبطت بالسلوك الإجرامي، مثال آخر يقول أن دراسات تصوير الأعصاب تعطي دليل واضح على أن كل من هيكل الدماغ ووظائفه لهما علاقة في السلوكيات الإجرامية، يقوم الجهاز الحوفي بضخ مشاعر مثل الغضب والغيرة والتي قد تتسبب في النهاية بسلوك إجرامي، وترتبط قشرة الفص الجبهي بسلوك تأجيل إشباع الرغبات ومقاومة المحفزات وتقوم بضبط التحفيز في الجهاز الحوفي، إذا انزاحت هذه الموازنة لجانب الجهاز الحوفي فهذا قد يساعد على السلوك الإجرامي، ولكن نظرية تطور الجريمة لتيرري موففيت تقول بأن المستمرين في الإجرام منذ المولد تُعد نسبتهم 6% فقط من مجموع السكان ولكنهم يرتكبون 50% من مجموع الجرائم وهذا بسبب اجتماع العجز الفسيولوجي العصبي ووجود بيئة سلبية مما يوفر طريق للإجرام من الصعب تركه بعد المضي فيه.

### علم النفس التطوري
بإمكان الرجال الحصول على العديد من الأطفال بمجهود قليل بينما المرأة تحصل على عدد أقل مقابل جهد كبير، أحد أسباب هذه النتيجة هو أن الرجال يُعدون أكثر عدوانية وهجومية من النساء، حيث أنهم يواجهون منافسة في التكاثر بين أفراد جنسهم أكثر من النساء، هناك أحتمال كبير للرجال (وبشكل خاص) ذو المكانة المتدنية بأن لا يحصلوا على أطفال أبداً، وتحت مثل هذه الظروف، ربما كان من المفيد تطورياً القيام بمخاطرة كُبرى واستخدام العنف العدواني من أجل رفع المكانة والنجاح في التناسل بدلاً عن الانقراض وراثياً، هذا قد يوضح سبب ارتفاع معدل جرائم الرجال مقارنة بالنساء ولماذا يرتبط الرجال ذوي المكانة المتدنية والغير متزوجين بالأعمال الإجرامية، وقد يوضح كذلك سبب كون نسبة عدم المساواة في الدخل لمجتمع ما هي من أفضل المؤشرات لتنبئ جرائم القتل بين الذكور بدلاً عن نسبة الدخل العام للمجتمع نفسه، حيث تخلق عدم المساواة في الدخل تباين اجتماعي بينما لا يتسبب في ذلك الاختلاف في مستويات متوسط الدخل، بالإضافة إلى ذلك، يُجادل بأن المنافسة على النساء تكون بنسبة عالية في مرحلة المراهقة المتأخرة وبداية سن الرشد، لهذا اُفترض أنها سبب أرتفاع معدل الجرائم خلال هذه المرحلة تحديدا.
تركز نظرية الأندروجين العصبي التطوري على هرمون التستوستيرون كعامل فعال في السلوك العدواني والإجرامي وكونه مفيد خلال مراحل معينة في مرحلة المنافسة، الذكور في أغلب الفصائل أكثر عدوانية من الإناث، غالباً ما يعطي الإخصاء تأثير مهديء للسلوك العدواني لدى الذكور، ولدى البشر، ينجذب الرجال للجرائم وخاصة الجرائم العدوانية أكثر من النساء، الدخول في نشاطات إجرامية غالباً ما يبدأ في مرحلة بداية المراهقة إلى منتصف المراهقة بالتزامن مع ارتفاع مستويات هرمون التستوستيرون، من الصعب دراسة العلاقة بين هرمون التستوستيرون والسلوك العدواني حيث أن الوسيلة الوحيدة الموثوقة لقياس هرمون التستوستيرون في الدماغ هي عبر البزل القطني، وهذه الوسيلة لا تُستخدم لأغراض البحث، لذلك غالباُ ما تستخدم الدراسات وسيلة بديلة وأقل موثوقية وهي عبر الدم أو اللعاب، تدعم بعض الدراسات رابطاً بين جرائم البالغين وهرمون التستوستيرون، بالرغم من أن هذه العلاقة تكون ضعيفة إذا دُرست على كل جنس منفصلاً، هناك رابط كبير بين جنوح الأحداث ومستويات هرومون التستوستيرون لم  يتم الإقرار فيه، هناك أيضا بعض الدراسات التي وجدت أن هرمون التستوستيرون له علاقة بسلوكيات أو سمات شخصية متربطة بالأعمال الإجرامية مثل السلوكيات المعادية للمجتمع وإدمان الكحول، وهناك أيضا العديد من الدراسات التي عُملت على العلاقة بين شعور/سلوك عدواني عام وهرمون التستوستيرون، وتقريباُ نصف الدراسات عبرت عن وجود علاقة وتقرياً النص الآخر لم  يجدو علاقة.
تتضمن العديد من الصراعات المؤدية لجرائم القتل على خلافات في المكانة الاجتماعية وسعي لحماية السمعة وشتائم مهينة على ما يبدو، يناقش ستيفن بينكر في كتابه «اللائحة الفارغة» أن المجتمعات التي لا توجد فيها دولة، كان عليهم عندها استخدام الردع المعقول ضد أي عدوان بسبب عدم وجود الشرطة، لذا كان من المهم امتلاك سمعة لحصول الانتقام، مما حدى بالبشر بتطوير غرائز للانتقام ولحماية السمعة (الشرف)، يناقش بنكر بأن تطور الدولة والشرطة ساهم في خفض مستوى العنف مقارنة ببيئة أسلافنا الأوائل، ما إن تنهار سلطة الدولة (والذي قد يحدث على نطاق محلي، في المناطق الفقيرة لإحدى المدن مثلاً) حتى ينضم البشر في مجموعات مرة أخرى للحماية وللعدوان، وتصبح مفاهيم مثل الانتقام العنيف وحماية الشرف هي أهم ما يكون.
بعض الثقافات تشدد على حماية الشرف أكثر من ثقافات أخرى، أحد التفسيرات تقول بأن حماية الشرف في ماضي الأسلاف كان أهم لدى الرعاة من المزارعين، لأن ماشية الراعي كانت تُسرق بسرعو وسهولة، نتيجة لذلك، كان من المهم إظهار القسوة بشكل مستمر للردع، والذي قد يؤدي إلى مستوى أعلى من العنف، فرضيات هذه النظرية تم تأكيدها في دراسة استقصائية عابرة للثقافات في الزراعة والرعاية التقليدية للمجتمعات الإسبانية الأمريكية، وعلى النقيض، لم يتم تأكيد الفرضيات التي ترى بأن المجتمعات الصيادة المستقرة تضع اهمام قليل للشرف.
ترتبط نسبة الجماعية الثقافية بشكل كبير مع قضية الأمراض المعدية، ولقد نوقش أن هذا بسب دور الجماعية والخصائص المرتبطة بها مثل تجنب الخروج عن الجماعة في حد انتشار الأمراض المعدية، خصائص أخرى مثل التحيز للجماعة والرغبة في حماية شرف الجماعة قد تروج للعنف، وجدت إحدى الدراسات علاقات قوية بين أنواع مختلفة من السلوك الإجرامي العنيف وبين كل من نسبة الأمراض المعدية عبر الولايات المتحدة ونسبة الجماعية الثقافية فيها، واستمرت العلاقات فيها قوية حتى بعد الرقابة على معضلة عدم المساواة في الدخل.

#### صور محددة
قدم البحاثون في علم النفس التطوري عدة تفسيرات تطورية حول الاعتلال النفسي، أحدها هي أن الاعتلال النفسي يُظهر اعتماد على الآخرين بشكل متكرر، وهي إستراتيجية طفيلية اجتماعية، هذا قد يُفيد المعتل نفسياً ما دام عدد المعتلين نفسياً قليل في المجتمع، حيث أن زيادة عدد المعتلين نفسياً تعني زيادة احتمالية مواجهتهم لمعتل نفسي آخر وهذا سيجعل الشخص السوي يتبنى تدابير مضادة ضدهم.
النظريات الاجتماعية الحيوية حول الاغتصاب هي نظريات تبحث لأي مدى قد يؤثر التكيف التطوري في نفسية المغتصب، مثل هذه النظريات تعتبر مثيرة جداً للجدل، حيث أن النظريات التقليدية عادة لا تعتبر الاغتصاب تكيف سلوكي، البعض يعترض على هذه النظريات على أساس أخلاقي أو ديني أو سياسي أو حتى علمي، والبعض الآخر يجادل بأن معرفة الأسباب الحقيقية للاغتصاب هو أمر ضروري لوضع تدابير وقائية فعالة.
تأثير سيندريلاً هي الادعائات المتزايدة لأطفال الوزجة من أب آخر والذين تعرضوا لسوء المعاملة من قبل زوج الأم مقارنة بآبائهم الوراثيين، وهو ما لُوحظ في بعض الدراسات، إحدى التفسيرات لهذا التأثير كان عبر تطبيق نظريات علم النفس التطوري، وكان هناك العديد من الانتقادات لهذه النظريات.
وأد الأبناء هي إحدى أشكال العنف القليلة التي تقوم بها النساء أكثر من الرجال، وجدت الدراسات العابرة للثقافات أن نسبة حصول مثل هذا الأمر ترتفع عندما يكون لدى المولود أمراض أو إعاقات وكذلك عندما يكون هناك نقص في الموارد الأساسية نتيجة لعدة عوامل كالفقر، بعض الأطفال يكونوا بحاجة للموارد الأساسية ولكن لا يجدو دعم الذكور البالغين، مثل هؤلاء الأطفال قد يواجهون صعوبة للنجاح في الإنجاب، في مثل هذه الحالة سيقلل التلام الشامل للأم من إنفاق الموارد الأساسية للطفل، خاصة أن النساء يقمن بالدعم الأبوي للأطفال أكثر من الرجال.

#### العدالة الجنائية
كانت معاقبة السلوكيات الاستغلالية المُضرة للجماعة مسألة تحدث باستمرار في بيئة الأسلاف، كما نُوقش أن مثل هاته الجماعات البشرية طورت مجموعة من التقنيات النفسية لمعالجة الأمر، قد يصبح العقاب رادع للسلوكيات الغير مرغوبة ولكن العقاب المبالغ فيه يمكن أن يضر الجماعة، لذا اُشير أن البشر يفضلون الردع المنضبط بناء على شدة الجرم، ووجدت البحوث العابرة للقارات اتفاق كبير بأن البشر بإمكانهم تقدير نسبة الضرر لمختلف الجرائم، على الجانب الآخر، لا تُعد العوامل التطورية الجديدة مؤثرة في تصورات البشر للعقوبات الملائمة، والتي قد تبدو منطقية بالاعتبار من منظور الردع، مثل الصعوبة التي يواجهها الشرطة اليوم في ردغ الجرائم.
ما إن يُحكم بشدة الجرم حتى يكون هناك خيار للاستجابة، في بعض الحالات في بيئة الأسلاف قد تكون هناك فوائد للتواصل المستقبلي مع الجاني والذي قد يُمنع كنوع من أنواع العقاب بالمقارنة لاستجابات مثل التعويضات وإعادة التأهيل، يقترح الباحثون بأن الأفراد قد يعدلون على ما يرونه أشكال مناسبة للاستجابة على الجناة بناء على عوامل كانت في الماضي بالنسبة لبيئة الجماعات الصغيرة، فمن الممكن أنهم اشاروا إلى أنهم قد يستفيدون شخصياً  من التواصل المستمر مع الجاني، مثل القرابة والأعضاء من الجماعة ومن خارجها ولحيازة الموارد وللجاذبية الجنسية وللإعراب عن الندم وللأعمال المقصودة والتاريخ السابق للتعاون وللاستغلال